# اووارکولام
اووارکولام (به لاتین: Uvarkkulam) یک منطقهٔ مسکونی در سری‌لانکا است که در استان شمالی (سری‌لانکا) واقع شده‌است.